# Érik Comas
Érik Gilbert Comas (* 28. September 1963 in Romans-sur-Isère, Drôme) ist ein ehemaliger französischer Automobilrennfahrer.

## Karriere

### Monopostosport
Comas wurde 1990 Formel-3000-Europameister. Schon im Folgejahr wurde er daraufhin vom Formel-1-Team Ligier unter Vertrag genommen und bestritt für diesen Rennstall die Formel-1-Weltmeisterschaft 1991. Das erste Jahr verlief für Comas erfolglos, aber im Folgejahr erzielte er mit einem sechsten Platz beim Großen Preis von Kanada seinen ersten WM-Punkt.
In der Qualifikation zum Großen Preis von Belgien 1992 verunglückte Comas in der schnellen Blanchimont-Kurve. Nachdem Comas die Kontrolle über seinen Ligier verloren hatte, wurde das Auto gegen die Streckenbegrenzung auf der rechten Fahrbahnseite geschleudert, prallte davon ab und blieb schließlich in der Mitte der Piste stehen. Comas hatte bei dem Aufprall das Bewusstsein verloren, war jedoch davon abgesehen unverletzt. Jedoch lief der Motor weiterhin am Drehzahlbegrenzer und pumpte weiter Benzin. Es hätte so jeden Moment zu einer Explosion und einem ausbrechenden Feuer kommen können. Der hinter Comas fahrende Ayrton Senna passierte das Wrack, hielt dann das Auto auf der rechten Pistenseite an und eilte seinem Kollegen zu Hilfe. Er stellte den Motor des Autos ab und hielt den Kopf von Comas in einer stabilen Position, bis medizinische Hilfe eintraf.
Nach Ende der Saison, in der Comas mit vier Punkten Platz 11 der Weltmeisterschaft erreichte, wechselte er zum französischen Konkurrenten Larrousse. Das Team war schlechter aufgestellt als Ligier, und Comas erzielte in der Saison 1993 nur einen Punkt (Großer Preis von Italien 1993). Die Saison 1994 begann hoffnungsvoller mit einem weiteren Punkt im zweiten Saisonrennen beim Großen Preis des Pazifiks. In der weiteren Saison aber gab es für Comas vor allem viele Ausfälle und nur einen weiteren Punkt beim Großen Preis von Deutschland – den insgesamt letzten dieses Teams. Zum letzten Saisonrennen wurde Comas durch den Paydriver Jean-Denis Delétraz ersetzt.
Beim Großen Preis von San Marino 1994 fuhr Comas nach dem tödlichen Unfall von Ayrton Senna trotz Rennabbruch und roten Flaggen aus der Boxengasse heraus. Dies geschah, da Comas von den Streckenposten versehentlich aus der Boxengasse gewinkt wurde. Nachdem er knapp vor dem verunfallten Fahrzeug Sennas hatte bremsen können, zog er sich vom Rennen zurück.
Nachdem Comas 1995 kein neues Cockpit in der Formel 1 hatte ergattern können, wandte er sich dem GT-Sport zu und trat fortan in der japanischen Super-GT-Meisterschaft an, was sich als sehr erfolgreich herausstellte. Comas avancierte hier zum Spitzenfahrer, der für das Nismo-Werksteam 1998 und 1999 den Titel gewann. Comas startete bis einschließlich 2006 in dieser Serie und bestritt in dieser Zeit 82 Rennen, von denen er sechs gewinnen und 16 weitere auf einem Podestplatz beendete. Teamkollegen, mit denen er sich die Einsätze bei den Langstreckenrennen teilte, waren u. a. Masami Kageyama, Satoshi Motoyama und Aguri Suzuki. Von 1995 an nahm Comas auch mehrfach am 24-Stunden-Rennen von Le Mans teil.
2010 und 2011 gewann Comas die Rallye Monte-Carlo des Énergies Nouvelles et Électriques.

## Statistik

### Le-Mans-Ergebnisse
| Jahr | Team                   | Fahrzeug             | Teamkollege        | Teamkollege              | Platzierung | Ausfallgrund |
| ---- | ---------------------- | -------------------- | ------------------ | ------------------------ | ----------- | ------------ |
| 1995 | Larbre Compétition     | Porsche 911 GT2      | Jean-Pierre Jarier | Jesús Pareja             | Ausfall     | Unfall       |
| 1997 | Nissan Motorsport      | Nissan R390 GT1      | Kazuyoshi Hoshino  | Masahiko Kageyama        | Rang 12     |              |
| 1998 | Nissan Motorsports     | Nissan R390 GT1      | Jan Lammers        | Andrea Montermini        | Rang 6      |              |
| 1999 | Nissan Motorsport      | Nissan R391          | Michael Krumm      | Satoshi Motoyama         | Ausfall     | Motorschaden |
| 2002 | Playstation Team Oreca | Dallara SP1          | Olivier Beretta    | Pedro Lamy               | Rang 5      |              |
| 2004 | Pescarolo Sport        | Pescarolo C60        | Soheil Ayari       | Benoît Tréluyer          | Rang 4      |              |
| 2005 | Pescarolo Sport        | Pescarolo C60 Hybrid | Emmanuel Collard   | Jean-Christophe Boullion | Rang 2      |              |
| 2006 | Pescarolo Sport        | Pescarolo C60 Hybrid | Emmanuel Collard   | Nicolas Minassian        | Rang 5      |              |